# 德貞小學

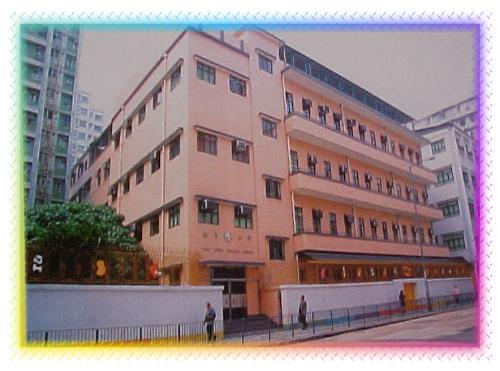
德貞小學元州街正門

德貞小學（英語：Tack Ching Primary School)是一所已停辦的，位於香港深水埗區的非牟利私立小學。1923年，耶穌寶血女修會的黃巴爾拔納修女在深水埗南昌街租屋開辦了一所小學，定名為「德貞學校」，展開了作育英才的使命。及後，於1947年，由於學校教育有方，深得各界人士信任，求學者眾，因而於現址，興建新型校舍兩座，正式命名為德貞小學。於2016年8月31日正式關閉。

## 校政管理
歷任校監
- 何美言 修女[2]
- 郭婉嫻 修女

歷任校長
- 1923年至1929年：黃巴爾拔納 修女
- 1929年至1970年：魏瑪利 修女
- 1970年至？：莫慶如 修女
- 胡秀英 修女
- ？至1982年：夏瑩梨 修女
- 1982年至2006年：梁麗娟 修女[2]
- 2006年至2016年：楊美蓮 修女

## 歷史
| 年份        | 事項 |
| ----------- | --- |
| 1923年      | 耶穌寶血女修會的黃巴爾拔納修女在深水埗南昌街租屋開辦了一所小學，定名為「德貞學校」，黃修女擔任首任校長，人數約一百人。 |
| 1923-1929年 | 由於學生人數劇增，學位不夠應用，幸得寶血女修會當局，認為作育英才是當前急務，不惜動用會中所存的基金，購地建校。先在青山道（即德貞女子中學第二代校址）建三層木樓作為校址。先後由石瑪利修女、陳玉英修女及譚羅撒修女擔任校長之職，而學校得到各界人仕的信任及支持、校務蒸蒸日上。 |
| 1929年      | 魏瑪利修女接任校長，積極擴充班額，增設初中及幼稚園兩部份。其後又因「女子教育」急須提倡，於是校方決定初中只收女生，命名為「德貞女子中學」。 |
| 1941年      | 太平洋戰爭爆發，港九淪陷，幸得當時仍有一群熱心教育工作的員工，在魏修女領導下，不避艱辛，繼續辦學。 |
| 1945年      | 日軍投降，香港重光。由當時寶血會會長陳路濟亞修女，集中人力物力，擴充九龍本校的校務，一方面增設香港德貞分校。(即現今寶血女子中學) |
| 1948年      | 因學校教導有方，深得各界人仕信任，求學者眾，因而於本校對面之地段，興建新型校舍兩座，(即現時的小學部)並增辦高中部，於是本校便成一所當年之完全中學體制學校。 同期魏修女為使貧苦大眾有入學機會，特辦「平民夜校」，以期達普及教育為目標，中學學生人數日增。                      |
| 1966年      | 欽州街三層木樓拆卸，改建七層最新型的中學部校舍。 |
| 1968年      | 青山道中學部新校舍落成，恭請當時教廷駐華大使---艾可儀總主教蒞臨揭幕典禮。元州街校舍遂改為小學部。 |
| 1970年      | 是年秋，魏校長榮休，由莫慶如修女接任，校長因應社會要求，將中學部轉為津貼中學，保留小學部為私校，期間有陳翠雲女士、胡秀英、夏瑩梨修女，先後接任小學部校長。 |
| 1982年      | 梁麗娟修女接任校長。 |
| 1983-2001年 | 校長有鑑於當時求學者眾，將小學分為上、下午校，以增加學童入學機會。同時，為改善求學環境，校方不斷修葺校舍，務求使學童在一個美好的環境下，愉快學習。 |
| 2001年      | 學校正式轉為全日制小學。 |
| 2006年      | 梁麗娟修女榮休，楊美蓮修女接任校長。 |
| 2016年      | 完成歷史使命，正式結束營運。 |

## 教育使命

### 寶血女修會辦學精神
寶血女修會從事教育工作的目的是作育英才，發揚真、善、美、聖的理想，尤以宗教及道德教育為首要目標，使學生在德、智、體、群、美五育上均衡發展，使學校教育達到當地社會的教育水準，並符合公教教育原則，且該培養學生成為樂於服務人群及積極貢獻國家及社會的良好公民。

### 德貞小學辦學宗旨
本校遵循天主教耶穌寶血女修會之辦學精神 --- 藉著教育傳播福音，以學生為本，為全人教育而努力。

### 德貞小學教育目標
提供優質的教學環境，並配合老師、家長的努力，使學生從愉快中學習：敬主愛人、承擔責任、謙和有禮、敏而好學、明辨是非、積極、自信；以達致明禮義，知廉恥的校訓。

## 校舍設施

### 簡介
本校校舍寬敞，全校均有空調設備及中央廣播系統，全部課室及特別室設有影音器材及寬頻上網以輔助教學，另設大禮堂、舞蹈室、電腦室 /多媒體教學中心、中央圖書館、多媒體音樂室、多媒體美勞室、英語活動室、科學室、宗教室、德貞小農莊、PU塗料操場及有蓋操場等。

### 校園設施
- 舞蹈室
- 禮堂
- 中央圖書館
- 多媒體音樂室
- 創意美勞室
- 學校大堂
- PU塗料有蓋操場及大操場
- 科學室
- 宗教室
- 英文室
- 校園電視台暨遠程教室

## 著名/傑出校友
演藝界
- 馮素波：香港女演員[3]
- 陸駿光：香港男演員
- 莊端兒（原名莊定恩）：香港女性模特兒
- 張紋嘉：香港女藝人
- 馬金鈴：前香港女演員
- 鄺美雲：1982年香港小姐亞軍、珠寶商人、前藝人[4]
- 黃霑：香港已故填詞人[5]
- 李珊珊：香港女演員、香港小姐冠軍
- 彭美嫦：香港甘草女演員[6]
- 陳麗斯：前香港女藝人（1965年小六）[7]
- 黃心美：香港女藝人
- 羅慧娟：香港已故女藝人（1978年小六）

政治、公共事業界
- 黃家熙：香港殉職消防員[8]
- 吳文遠：社會民主連線秘書長
- 湯顯明：廉政專員、保安局署理常任秘書長及香港海關關長（1961年小六上午校）[9]
- 楊勵賢：香港女性政治人物[10]

體育界
- 侯威麟：澳洲傷殘奧運單車運動員[11]
- 尹漢彥：香港視障保齡球運動員

文教界
- 鄭少薇：聖母書院、天主教母佑會蕭明中學以及澳門陳瑞祺永援中學前校長[12]
- 郭艷明：前《信報》總編輯